# Patinação artística nos Jogos Olímpicos de Inverno de 1976 - Duplas
A competição de duplas da patinação artística nos Jogos Olímpicos de Inverno de 1976 foi disputado entre 14 duplas.

## Medalhistas
| Ouro   | URS Irina Rodnina / Alexander Zaitsev |
| Prata  | GDR Romy Kermer / Rolf Österreich     |
| Bronze | GDR Manuela Groß / Uwe Kagelmann      |

## Resultados
| #                 | Nome                                   | País                   | PC | PL | Pontos | Pos. |
| ----------------- | -------------------------------------- | ---------------------- | -- | -- | ------ | ---- |
| Medalha de ouro   | Irina Rodnina / Alexander Zaitsev      | URS União Soviética    | 1  | 1  | 140.54 | 9    |
| Medalha de prata  | Romy Kermer / Rolf Österreich          | GDR Alemanha Oriental  | 2  | 2  | 136.35 | 21   |
| Medalha de bronze | Manuela Groß / Uwe Kagelmann           | GDR Alemanha Oriental  | 4  | 3  | 134.57 | 34   |
| 4                 | Irina Vorobieva / Alexander Vlasov     | URS União Soviética    | 3  | 5  | 134.52 | 35   |
| 5                 | Tai Babilonia / Randy Gardner          | USA Estados Unidos     | 5  | 4  | 134.24 | 36   |
| 6                 | Kerstin Stolfig / Veit Kempe           | GDR Alemanha Oriental  | 7  | 6  | 129.57 | 59   |
| 7                 | Karin Künzle / Christian Künzle        | SUI Suíça              | 6  | 7  | 128.97 | 64   |
| 8                 | Corinna Halke / Eberhard Rausch        | FRG Alemanha Ocidental | 8  | 8  | 127.37 | 72   |
| 9                 | Marina Leonidova / Vladimir Bogoliubov | URS União Soviética    | 9  | 9  | 127.06 | 76   |
| 10                | Ursula Nemec / Michael Nemec           | AUT Áustria            | 12 | 10 | 121.30 | 96   |
| 11                | Erica Taylforth / Colin Taylforth      | GBR Grã-Bretanha       | 10 | 12 | 120.40 | 108  |
| 12                | Alice Cook / William Fauver            | USA Estados Unidos     | 11 | 13 | 119.36 | 106  |
| 13                | Ingrid Spieglova / Alan Spiegel        | TCH Checoslováquia     | 14 | 11 | 118.39 | 112  |
| 14                | Candace Jones / Donald Fraser          | CAN Canadá             | 13 | 14 | 116.54 | 117  |

Legenda
| Recorde mundial      | Recorde mundial (World record)               |                       | Recorde africano                      | Recorde africano (African) |                                           | Q | Classificado por posição (Qualified) |
| Recorde olímpico     | Recorde olímpico (Olympic record)            | Recorde da América    | Recorde da América (Americas)         | q                          | Classificado por melhor tempo (Qualified) |   |                                      |
| Melhor marca do ano  | Melhor marca do ano (World leading)          | Recorde asiático      | Recorde asiático (Asian)              | DNS                        | Não largou (Did not start)                |   |                                      |
| Recorde nacional     | Recorde nacional (National record)           | Recorde europeu       | Recorde europeu (European)            | DNF                        | Não terminou (Did not finish)             |   |                                      |
| Recorde pessoal      | Recorde pessoal do atleta (Personal best)    | Recorde da Oceania    | Recorde da Oceania (Oceania)          | DSQ / DQ                   | Desclassificado (Disqualified)            |   |                                      |
| Recorde da temporada | Recorde da temporada do atleta (Season best) | Recorde sul-americano | Recorde sul-americano (South America) | NM                         | Sem marca (No mark)                       |   |                                      |